# توماس إم. فيريل
توماس إم. فيريل هو سياسي أمريكي، ولد في 20 يونيو 1844 في غلاسبورو في الولايات المتحدة، وتوفي بنفس المكان في 20 أكتوبر 1916. نشط حزبياً في الحزب الديمقراطي. وقد انتخب عضو مجلس ولاية نيوجيرسي ‏ وانتخب عضو جمعية نيوجيرسي العامة ‏ وانتخب عضو مجلس النواب الأمريكي.